# Чемерница Лоњска
Чемерница Лоњска је насељено место у општини Клоштар Иванић, Хрватска. До нове територијалне организације у Хрватској, налазила се у саставу бивше велике општине Иванић-Град.

## Становништво
На попису становништва 2011. године, Чемерница Лоњска је имала 261 становника.

## Попис1991.
На попису становништва 1991. године, насељено место Чемерница Лоњска је имало 272 становника, следећег националног састава:
| Попис 1991.‍  | Попис 1991.‍  | Попис 1991.‍ | Попис 1991.‍ | Попис 1991.‍ |
| ------------ | ------------ | ----------- | ----------- | ----------- |
|              |              |             |             |             |
| Хрвати       | Хрвати       |             | 265         | 97,42%      |
| Словенци     | Словенци     |             | 1           | 0,36%       |
| неопредељени | неопредељени |             | 2           | 0,73%       |
| непознато    | непознато    |             | 4           | 1,47%       |
| укупно: 272  |              |             |             |             |